# Pierre Cnoops

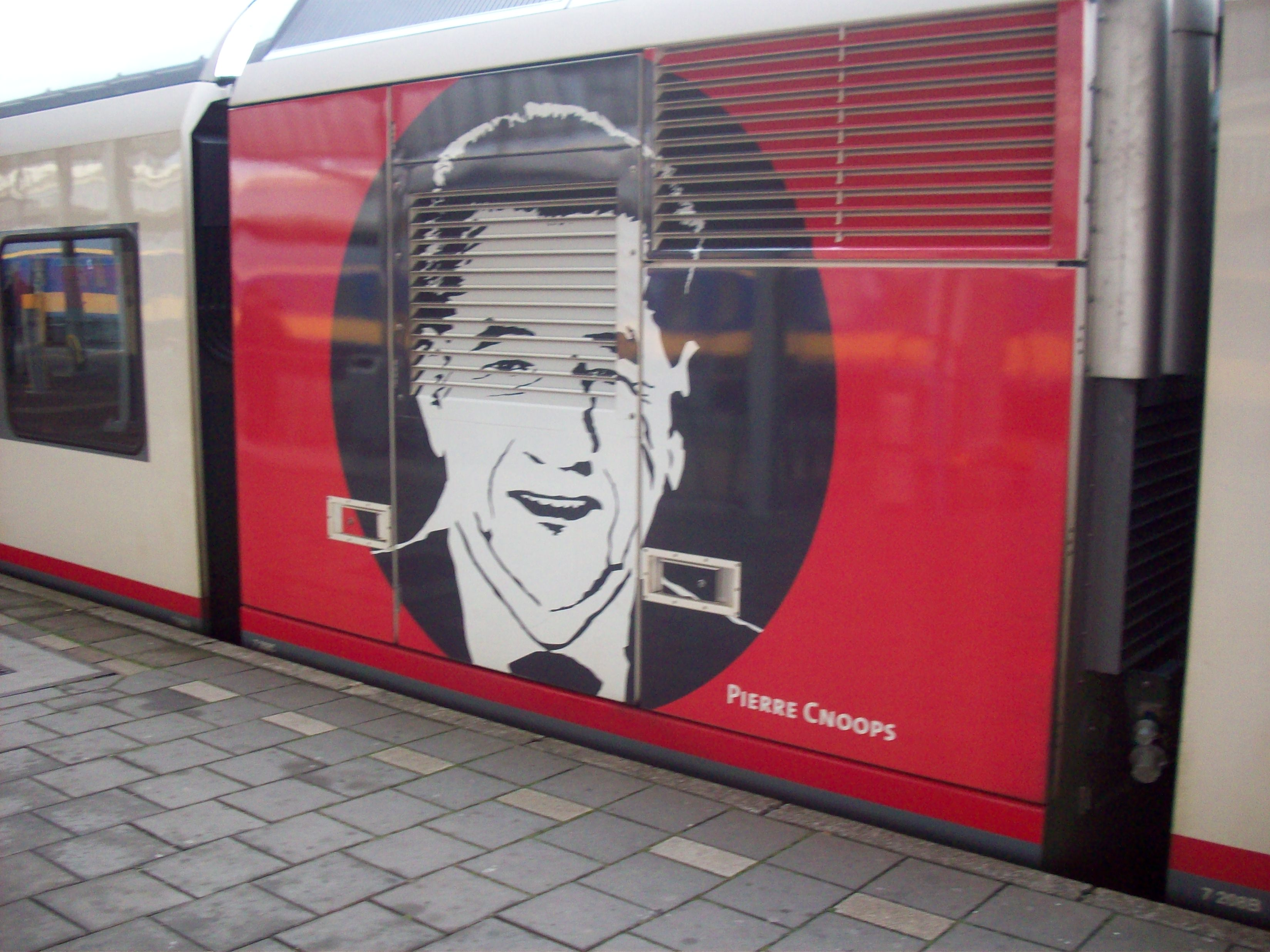
Pierre Cnoops op een Veoliatrein.

Pierre Cnoops (Maasbracht, 4 juli 1938 – Brachterbeek, 1 december 2018) was een uit Limburg afkomstig Nederlands buuttereedner.

## Biografie
De vader van Cnoops was reeds een  verdienstelijk 'voordrachtskunstenaar' die met zang en komische presentatie optrad. Op de lagere school moest Cnoops al voor de klas staan om mopjes te vertellen en op jeugdige leeftijd werd hij betrokken bij de plaatselijke fanfare 'Eensgezindheid' en begon zijn carrière als humorist toen hij optrad tijdens het jaarlijkse St. Ceciliafeest. Hij werd lid van de toneelvereniging in zijn woonplaats en werd postbesteller bij de PTT, zoals hij het zelf uitdrukte - "ee poske bie de pos" -, een "poske" dat hij bleef bekleden tot 't eind. De PTT toonde gedurende jaren haar bereidwilligheid wanneer Pierre's buuttereednersleven in het gedrang kwam met de uitoefening van zijn taak. Bij de toneelvereniging kwam hij in aanmerking voor het spelen van de hoofdrollen, iets wat hem met een dusdanige flair en vakmanschap afging dat hij van diverse zijden werd aangespoord eens mee te dingen bij de zogenaamde "buuttewedstrijden".
Cnoops werd geboekt voor bruiloften en verenigingsfeesten, eerst nog regionaal maar al spoedig door de hele provincie. Hij kwam in beeld bij de Culturele Raad Limburg (een onderafdeling van "Veldeke", dat zich speciaal bezighoudt met het behoud van de Limburgse volkscultuur, onder meer het Limburgs dialect), die in die tijd de Limburgse Buuttereednerkampioenschappen organiseerde. In 1961 kreeg hij het verzoek om voor het eerst mee te doen aan de Provinciale Buuttekampioenschappen in Maastricht.
Nadat hij in 1962 voor de tweede maal had deelgenomen aan het Limburgse Buuttekampioenschap in Beek werd hij bij zijn derde deelname in 1963 in zaal Straet te Eijsden de winnaar met zijn buut 'De Jaeger'. De lovende recensies in de kranten, de interviews en de optredens voor de radio zorgden voor meer naamsbekendheid. Ook het NTS-journaal berichtte over zijn behaalde kampioenstitel en hij maakte een 15 minuten durend optreden op Oudejaarsavond in het tv-programma Voor de vuist weg van Willem Duys. Hij werd ook gevraagd om op te treden in de tv-shows van Mies Bouwman, Pim Jacobs, André van Duin en De Mounties.
In 1964 trad Cnoops in zijn eigen Maasbracht slechts op als gastbuutteredner in het door carnavalsvereniging 'De Hoonder' georganiseerde buuttekampioenschap, maar in 1965 was hij in Sittard weer van de partij om voor de hoofdprijs mee te dingen en werd hij opnieuw Limburgs kampioen met de buut als 'Architect'. Dit leverde zowel in als buiten het carnavalsseizoen verzoeken op om optredens te doen. In 1966 nam hij deel aan een wedstrijd waarin vier voormalige Limburgs buuttekampioenen het tegen elkaar opnamen. Hij won de wedstrijd met de buut 'Directeur van de Verzekeringsmij. De Mondelinge Knoops Algemene 1911'. Zijn overwinning leverde hem de 'Gouden Narrenkap' op.
In 1971 werd Cnoops voor de derde maal Limburgs buuttekampioen, ditmaal in Roermond met de buut 'De Douanier'. Dit was zijn laatste deelname aan het buuttekampioenschap onder zijn motto: Na drie keer kampioen te zijn geweest geef je de anderen ook een kans.
Hij reisde het hele land door om zijn humor uit te dragen en trad tien jaar lang op in het populaire radioprogramma Kom eens langs in... van Karel Prior. In 1982 was hij zelf de hoofdpersoon in dit programma. Hij trad ook op voor 'Hollandse Clubs' in Singapore, Brazilië, Curaçao en in Zuid-Afrika bezocht hij zowel Kaapstad als Pretoria. Met het orkest Freddy Golden van Jan Kok trad hij op in Zwitserland, Oostenrijk en op de Canarische Eilanden.
Toen hij bij PTT-post met de VUT kon gaan, bleef hij zijn werk, dat ondertussen zijn levenswerk was geworden, als hobby uitoefenen. Ook op latere leeftijd stond hij, vooral in de carnavalstijd, nog vele malen per week op de planken om zijn humor te presenteren. In 2004 bereikte hij een mijlpaal in zijn optredens toen hij zijn 4 x 11-jarig jubileum als artiest vierde, waarbij hem tevens de eretitels 'Limburger van Verdienste' en 'Ereburgerschap van Maasbracht' werden verleend.
Pierre Cnoops was lid van het Groot Limburgs Buuttecomitee, de organisator van de Limburgse Buuttekampioenschappen welke onder auspiciën van het LVKA (Limburgse Vereniging van Karnavalsartiesten) worden gehouden en waarvan hij tevens bestuurslid was. Ook was hij betrokken bij de organisatie van het Tonpratersgala in Hulst in Zeeland.

### Afscheid
Op 20 januari 2018 gaf Pierre zijn laatste buutteoptreden in Moelingen op de 45e carnavalszitting van C.V. De Djimmers. Hier had hij in het verleden al meermaals opgetreden. In 1990 had hij ook de carnavalszitting in Moelingen gepresenteerd. Hij zou afscheid nemen in Reuver in februari 2019 bij het "Vastelaovend wie Toen", maar hij overleed op 1 december 2018 op 80-jarige leeftijd.

## Onderscheidingen
- 1967: Buitengewoon Erelid van de studentenvereniging der Economische Hogeschool Rotterdam
- 1967: Benoeming tot Doctorandus Humoris Causa aan de NUL (Narren Universiteit Limburg).
- 1969: Orde van het Gulden Wammes in Maaseik
- 1970: Professor aan de NUL
- 1971: Vice Manjefieke Rector van de NUL
- 1972: Manjefieke Rector van de NUL
- Drager van de Gouden Narrenkap
- Medaille van het Rode Kruis
- Martien Stollmanprijs (van de legendarische Globetrotters) te Heerlen
- Gouden legpenning van de stad Genk
- Erelegpenning van de stad Roermond en de stad Sittard
- Zilveren Buut, medaille van verdienste van de B.C.L.
- Limburger van Verdienste
- Ereburgerschap van Maasbracht
- De ontvangen carnavalsonderscheidingen zijn niet meer te tellen. Waarschijnlijk heeft hij van alle plaatsen en alle verenigingen in Nederland er wel een ontvangen.
- 2004: Orde van de Gulden Humor
- 1997: Ridder in de Orde van Oranje Nassau[2]
- 2009: Piet Giesberts Herinneringsmedaille van vv de Sjoutvotte[3]

## Trein
Voormalige vervoersmaatschappij Veolia Transport had een van haar dieseltreinstellen op de Maaslijn vernoemd naar Cnoops. Velios-treinstel 208 was voorzien van een portret van Pierre Cnoops aan de buitenzijde en informatie over hem aan de binnenzijde.